# Turiúba
Turiúba is een gemeente in de Braziliaanse deelstaat São Paulo. De gemeente telt 2.040 inwoners (schatting 2009).

## Aangrenzende gemeenten
De gemeente grenst aan Buritama, Lourdes, Macaubal en Monções.